# Recital Trio Live: Prońko, Raminiak, Wendt
Recital Trio Live – Prońko, Raminiak, Wendt – album polskiej wokalistki Krystyny Prońko, nagrany na żywo podczas koncertu w październiku 2011 razem ze znanymi muzykami jazzowymi: pianistą Przemysławem Raminiakiem i saksofonistą Adamem Wendtem. 
Wśród utworów zaśpiewanych przez Krystynę Prońko (oprócz dobrze znanych tytułów z jej repertuaru, ale w nowych, jazzowych, aranżacjach) znalazły się: bossa nova Jobima i kompozycja Billie Holiday, walc Adama Skorupki i „I've Got Rhythm” Gershwina, „Autumn Leaves” Kosmy i pieśń gospel oraz takie polskie standardy jak „Pierwszy siwy włos”, „Szeptem” i „Dzisiaj nagle wymyśliłam ciebie”. Koncert prowadził Piotr Furtas.
Płyta CD została wyprodukowana i wydana  przez P.M. Krystyna Prońko (PMCD010) w marcu 2012. 

## Muzycy
- Krystyna Prońko – śpiew
- Przemysław Raminiak – fortepian
- Adam Wendt – saksofony (altowy, tenorowy)

## Lista utworów
Strona A
| 1.  | "Wszystkie narody klaskajcie w dłonie"                                             | 3:59    |
|     |                                                                                    |         |
| 2.  | "Papierowe ptaki" (muz. Janusz Koman, sł. Janusz Szczepkowski)                     | 3:35    |
|     |                                                                                    |         |
| 3.  | "Biedna" (muz. Janusz Koman, sł. Włodzimierz Patuszyński)                          | 2:24    |
|     |                                                                                    |         |
| 4.  | "Niech moje serce kołysze ciebie do snu" (muz. Janusz Koman, sł. Marek Dutkiewicz) | 3:45    |
|     |                                                                                    |         |
| 5.  | "Rytm" (muz. George Gershwin, sł. Jonasz Kofta)                                    | 3:32    |
|     |                                                                                    |         |
| 6.  | "Dzisiaj nagle wymyśliłam ciebie" (muz. Jerzy Horwath, sł. Adam Kawa)              | 3:57    |
|     |                                                                                    |         |
| 7.  | "Pierwszy siwy włos" (muz. Henryk Hubertus Jabłoński, sł. Kazimierz Winkler)       | 3:03    |
|     |                                                                                    |         |
| 8.  | "Poranne łzy" (muz. Zbigniew Jaremko, sł. Wojciech Młynarski)                      | 4:42    |
|     |                                                                                    |         |
| 9.  | "Dążenie" (muz. i sł. Tomasz Furmanek)                                             | 5:55    |
|     |                                                                                    |         |
| 10. | "Walczyk z filmu Hallo Szpicbródka" (muz. Adam Skorupka, sł. Ludwik Starski)       | 3:55    |
|     |                                                                                    |         |
| 11. | "Girl from Ipanema" (muz. Antônio Carlos Jobim)                                    | 3:54    |
|     |                                                                                    |         |
| 12. | "God Bless The Child" (muz. Billie Holiday)                                        | 5:23    |
|     |                                                                                    |         |
| 13. | "Autumn Leaves" (muz. Joseph Kosma)                                                | 4:28    |
|     |                                                                                    |         |
| 14. | "Wpadłam tu" (muz. Krystyna Prońko, sł. Jerzy Andrzej Masłowski)                   | 2:36    |
|     |                                                                                    |         |
| 15. | "Szeptem" (muz. Jerzy Abratowski, sł. Jacek Korczakowski)                          | 2:09    |
|     |                                                                                    |         |
| 16. | "Małe tęsknoty" (muz. Wojciech Trzciński, sł. Andrzej Mogielnicki)                 | 5:30    |
|     |                                                                                    |         |
| 17. | "Jesteś lekiem na całe zło" (muz. Marek Stefankiewicz, sł. Bogdan Olewicz)         | 3:37    |
|     |                                                                                    |         |
|     |                                                                                    | 1:06:24 |
|     |                                                                                    |         |